# Doxomysis johnsoni
Doxomysis johnsoni är en kräftdjursart som beskrevs av Panampunnayil 1986. Doxomysis johnsoni ingår i släktet Doxomysis och familjen Mysidae. Inga underarter finns listade i Catalogue of Life.